# Etobema antra
Etobema antra är en fjärilsart som beskrevs av Swinhoe 1903. Etobema antra ingår i släktet Etobema och familjen tofsspinnare. Inga underarter finns listade i Catalogue of Life.